# Hvide nætter
|  | For den sovjetiske filmatiseting af novellen, se Hvide nætter (film fra 1959) |
"Hvide nætter" (russisk: Белые ночи, Belye notji) er en novelle af Fjodor Dostojevskij, oprindeligt udgivet i 1848, tidligt i Dostojevskijs karriere.
Som mange af Dostojevskijs historier er "Hvide nætter" fortalt i førsteperson af en navnløs fortæller. Fortælleren er en ensom ung mand, der bor i Sankt Petersborg. Han møder en kvinde, som han bliver forelsket i, men kærligheden bliver ikke gengældt, da kvinden savner hendes elsker, som hun bliver genforenet med.
Novellen er blevet filmatiseret mange gange.